# CAM-plant

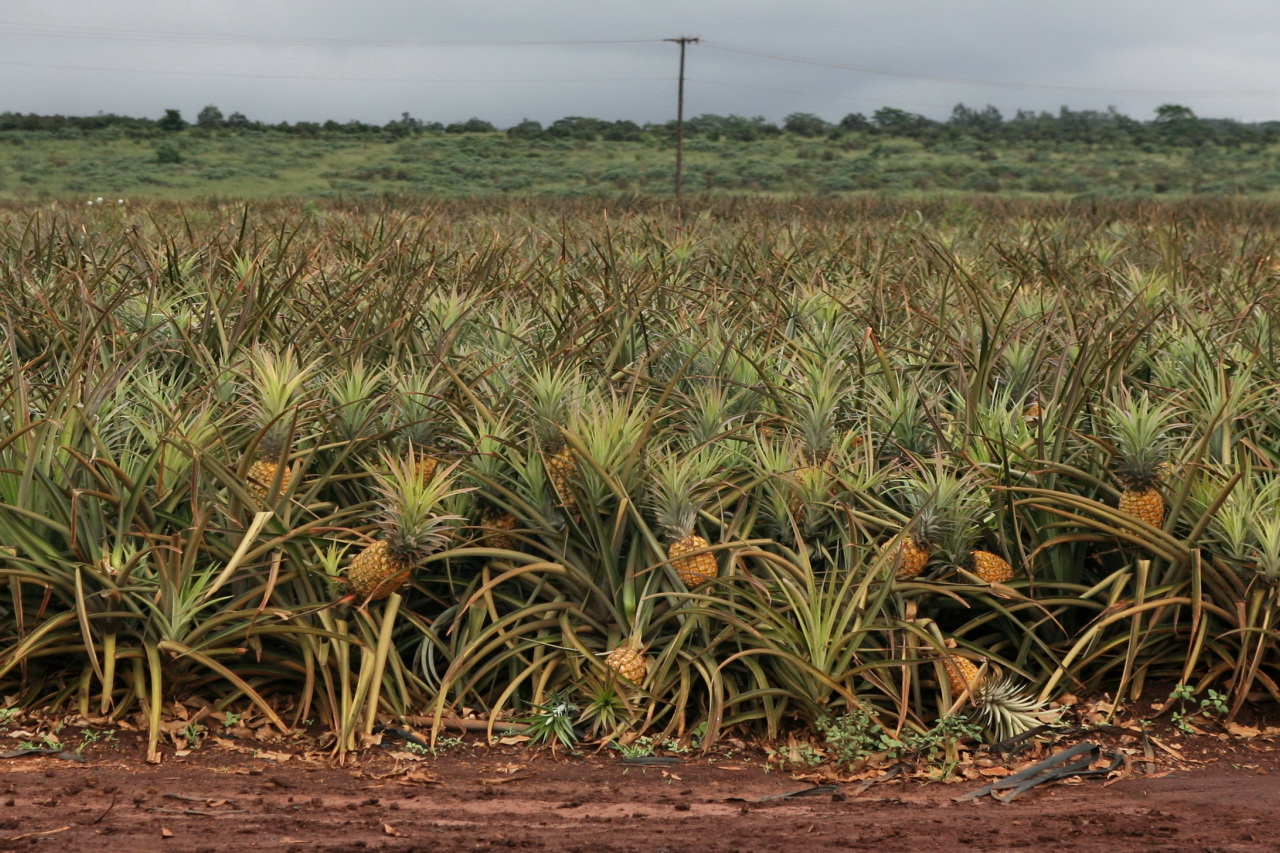
Ananas, een belangrijk Crassula handelsgewas

De term CAM-plant verwijst naar Crassulacean Acid Metabolism, dat is een wijze van stofwisseling die voor het eerst bij planten van het geslacht Crassula werd gezien en bestudeerd.
Bij de meeste planten zijn gedurende de dag, als er veel zonlicht is, de stomata (huidmondjes) open om kooldioxide (CO2) op te nemen en zuurstof (O2) af te geven. In warme en droge gebieden kan een plant door het openen van de huidmondjes gedurende de dag veel kostbaar vocht verliezen. CAM-planten hebben hiervoor een oplossing gevonden. Ze nemen gedurende de nacht CO2 op en slaan dat op in de vorm van appelzuur. Middels deze tussenstap in de fotosynthese zijn CAM-planten in staat om in droge gebieden te kunnen overleven, want ze besparen water door hun huidmondjes overdag gesloten te houden.